# Teodora Ungureanu
Teodora Ungureanu född den 13 november 1960 i Reșița, Rumänien, är en rumänsk gymnast.
Hon tog OS-silver i barr, OS-silver i lagmångkampen och OS-brons i bom i samband med de olympiska gymnastiktävlingarna 1976 i Montréal.